# Нурабад (Фарс)
Нураба́д (перс. نورآباد‎)(Лурский: نۊرئاباڌ)— город на юге Ирана, в провинции Фарс. Административный центр шахрестана Мамасани. Десятый по численности населения город провинции.

## География
Город находится в северо-западной части Фарса, в горной местности юго-восточного Загроса, на высоте 946 метров над уровнем моря.
Нурабад расположен на расстоянии приблизительно 105 километров к северо-западу от Шираза, административного центра провинции и на расстоянии 610 километров к югу от Тегерана, столицы страны.

## Население
По данным переписи, на 2006 год население составляло 51 668 человек.
| 1986   | 1991   | 1996   | 2006   | 2012   |
| ------ | ------ | ------ | ------ | ------ |
| 25 333 | 33 913 | 42 243 | 51 668 | 58 568 |